# (51827) Laurelclark
(51827) Laurelclark (2001 OH38) – planetoida z pasa głównego asteroid okrążająca Słońce w ciągu 5,28 lat w średniej odległości 3,03 j.a. Odkryta 20 lipca 2001 roku.